# ویبتوفت
ویبتوفت (به انگلیسی: Wibtoft) یک روستا و محله مدنی در بریتانیا است که در Rugby واقع شده‌است. ویبتوفت ۵۰ نفر جمعیت دارد.